# Фрелан
Фрела́н (фр. Fréland) — коммуна на северо-востоке Франции в регионе Гранд-Эст (бывший Эльзас — Шампань — Арденны — Лотарингия), департамент Верхний Рейн, округ Кольмар — Рибовилле, кантон Сент-Мари-о-Мин. До марта 2015 года коммуна административно входила в состав упразднённого кантона Лапутруа (округ Рибовилле).
Площадь коммуны — 19,74 км², население — 1385 человек (2006) с тенденцией к стабилизации: 1377 человек (2012), плотность населения — 69,8 чел/км².

## Население
Численность населения коммуны в 2011 году составляла 1393 человека, а в 2012 году — 1377 человек.
| 1962 | 1968 | 1975 | 1982 | 1990 | 1999 | 2006 | 2008 | 2011 | 2012 |
| ---- | ---- | ---- | ---- | ---- | ---- | ---- | ---- | ---- | ---- |
| 1102 | 1040 | 1033 | 1100 | 1134 | 1292 | 1385 | 1408 | 1393 | 1377 |

Динамика населения:

## Экономика
В 2010 году из 841 человек трудоспособного возраста (от 15 до 64 лет) 651 были экономически активными, 190 — неактивными (показатель активности 77,4 %, в 1999 году — 72,8 %). Из 651 активных трудоспособных жителей работали 625 человек (336 мужчин и 289 женщин), 26 числились безработными (14 мужчин и 12 женщин). Среди 190 трудоспособных неактивных граждан 52 были учениками либо студентами, 91 — пенсионерами, а ещё 47 — были неактивны в силу других причин.
На протяжении 2011 года в коммуне числилось 556 облагаемых налогом домохозяйств, в которых проживало 1379,5 человек. При этом медиана доходов составила 21292 евро на одного налогоплательщика.

## Достопримечательности (фотогалерея)

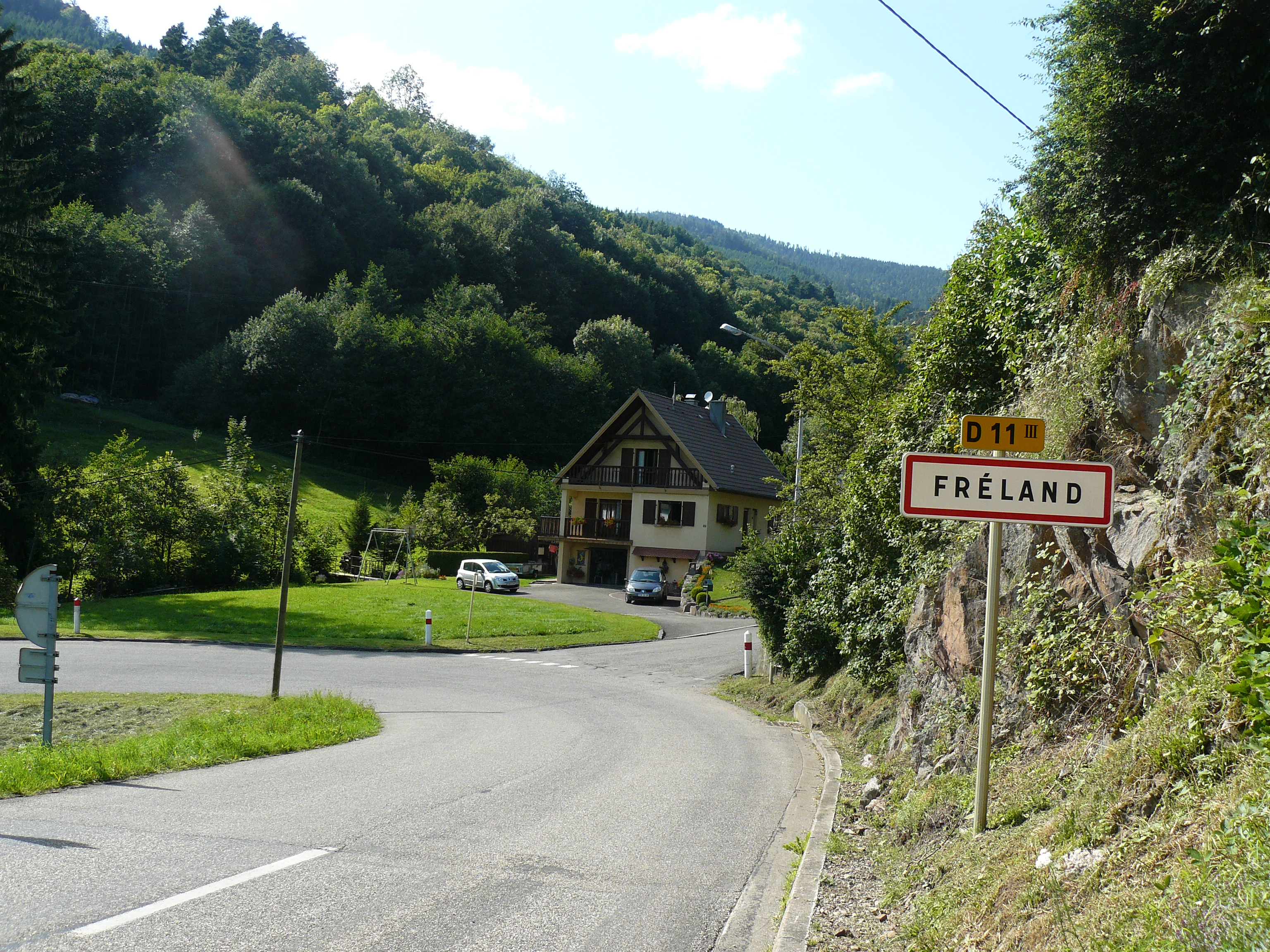
На въезде
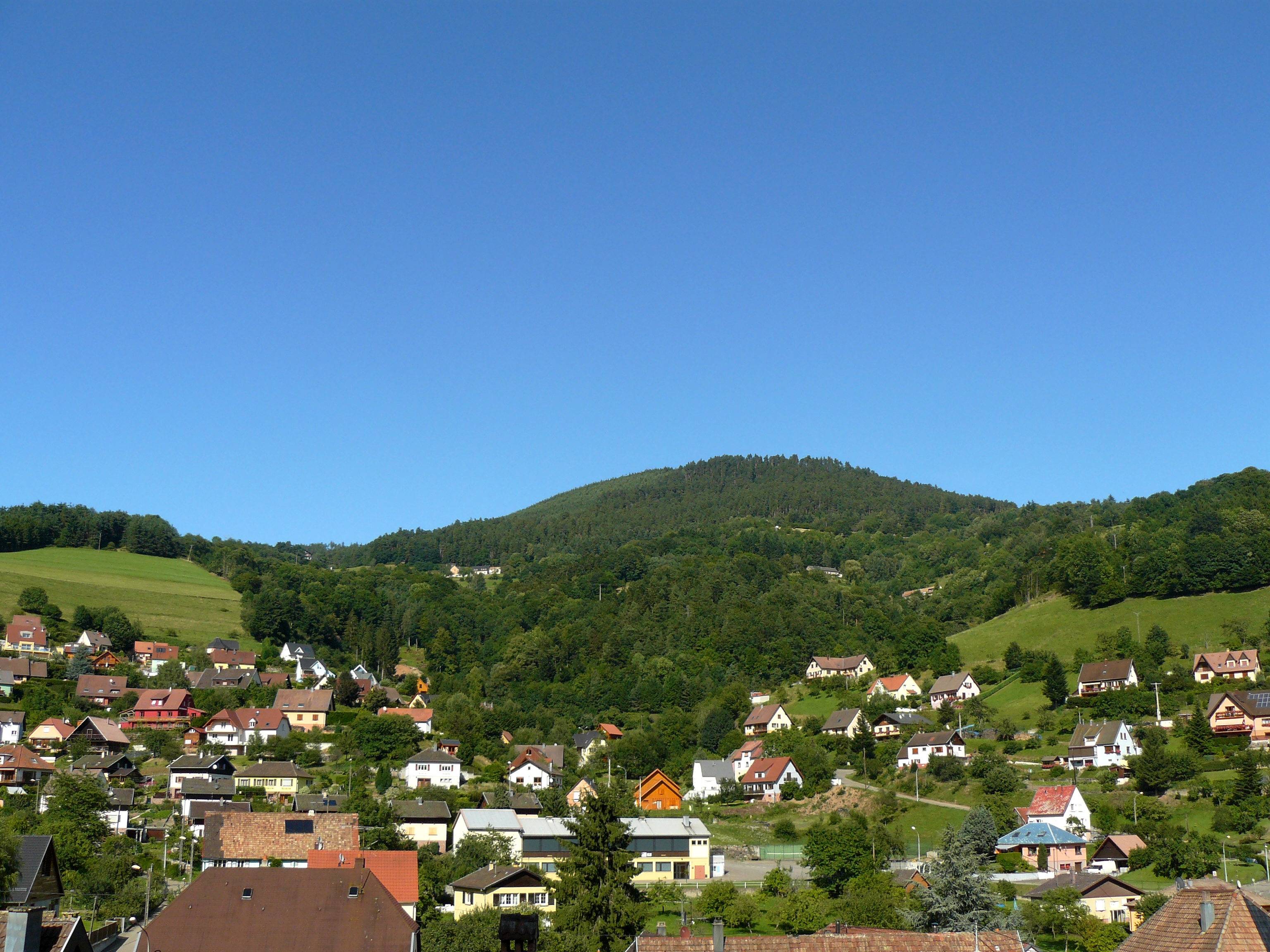
Вид
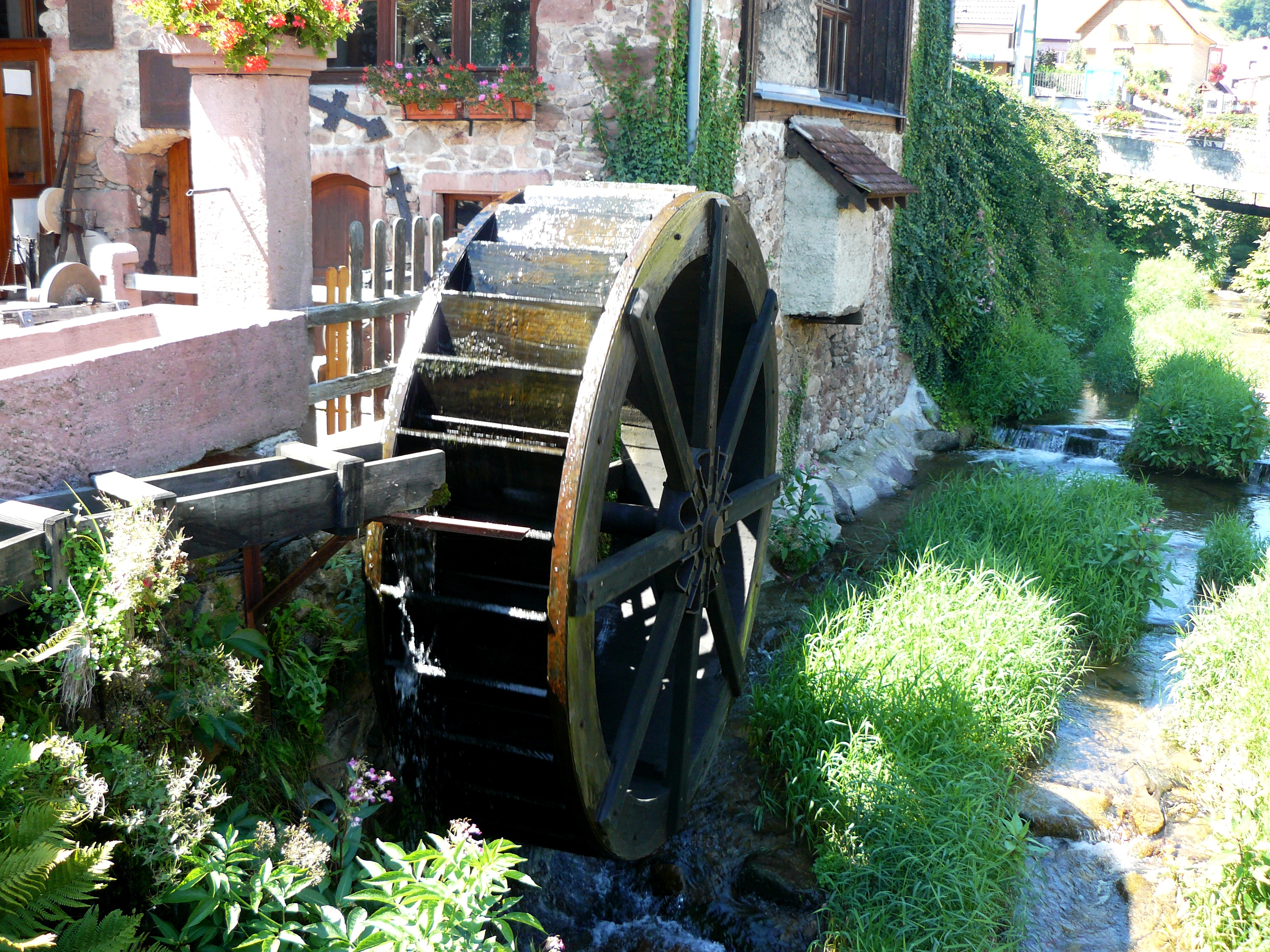
Водяная мельница
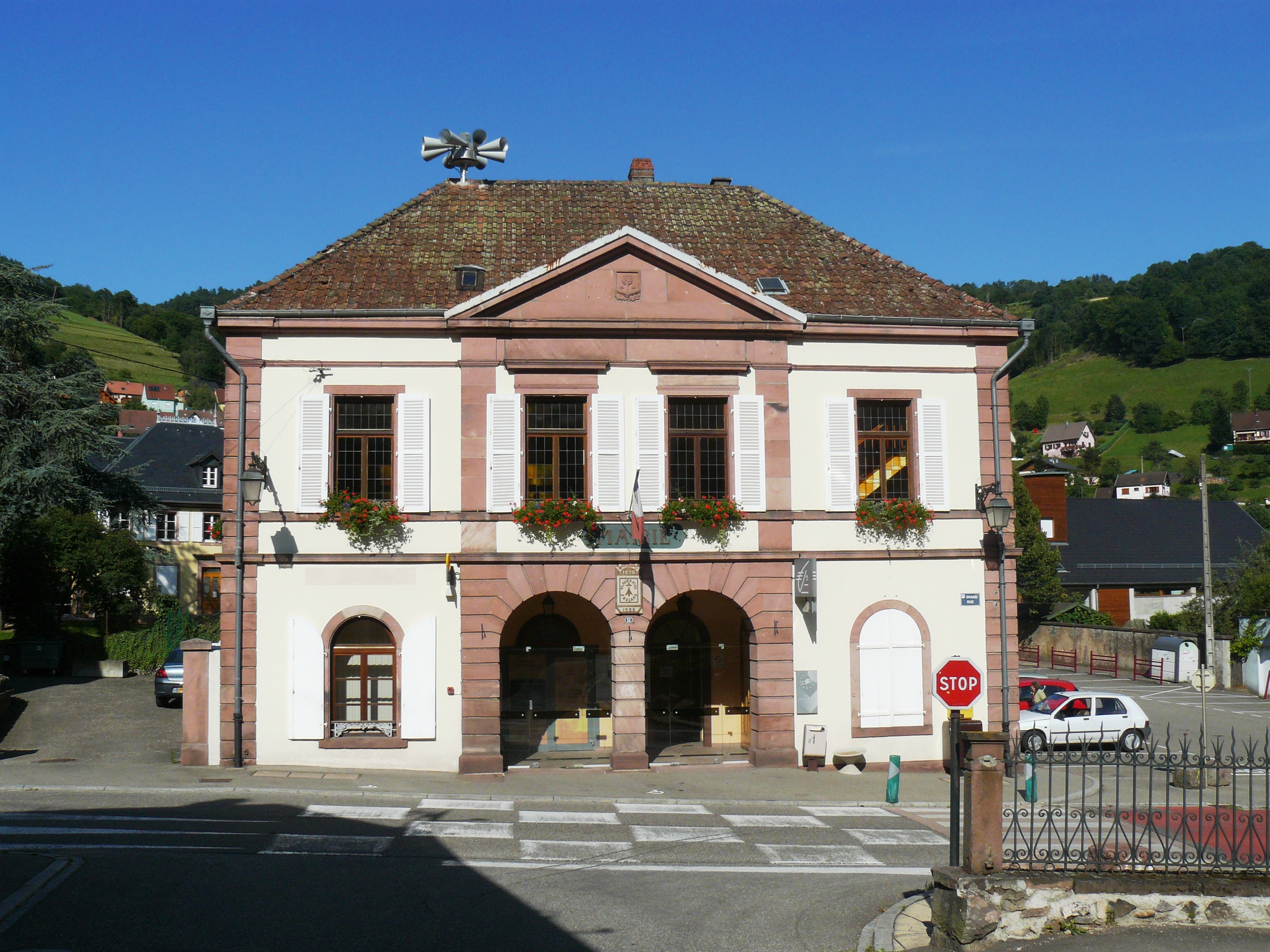
Здание мэрии